# غارت قسطنطنیه (۱۲۰۴)
غارت قسطنطنیه (انگلیسی: Sack of Constantinople)، حادثه‌ای است که در جریان جنگ صلیبی چهارم در آوریل ۱۲۰۴ رخ داد که صلیبیون پس از شکست آلکسیوس پنجم و تسلیم شدن وی، به مدت سه روز دست به غارت و تاراج و قتل‌عام شهر زدند.

## شرایط بیزانس در آستانه حمله صلیبیان
۱ ژانویه سال ۱۲۰۳، از جانب آلکسیوس آنجلیوس، نمایندگان فیلیپ سوابی، امپراتور مقدس روم و همسر ایرنه آنجلینا خواهر آلکسیوس آنجلیوس، وارد زادار شدند. آن‌ها پس از بازگویی داستان کودتای آلکسیوس سوم، از صلیبیون تقاضا کردند که به کمک شاهزاده بیزانس روند و وی را در رسیدن به تخت حکومت یاری رسانند. آلکسیوس آنجلیوس نیز قول داده بود که در قبال این خدمت و کمک، کلیسای یونان را تحت فرمان کلیسای روم قرار دهد، با ارتشی بالغ بر ۱۰ هزار نفر به جنگ صلیبیی ملحق شود، به‌طور ثابت ۵۰۰ شوالیه را در سرزمین مقدس نگه دارد و ۲۰۰ هزار مارک نقره به صلیبیون بپردازد. این پیشنهاد در نظر صلیبیون جذاب بود، زیرا قرارداد حمل و نقل نیروهای صلیبی با ونیزی‌ها در ماه ژوئن به پایان می‌رسید و آن‌ها هنوز بدهی اولین سال خود را پرداخت نکرده بودند. اگر آن‌ها به آلکسیوس کمک می‌کردند، بر مسند فرمانروایی خود بنشیند، عمل جوانمردانه و صحیحی انجام می‌دادند و به این ترتیب هم از فقر نجات پیدا می‌کردند و هم سپاه صلیبی را برای مأموریتش در شرق تقویت می‌کردند. برخلاف تمام جذابیتی که این پیشنهاد داشت، اکثر نیروهای صلیبی میلی به پذیرش آن نداشتند؛ چرا که آن‌ها تازه برای حمله زادار مورد بخشایش قرار گرفته بودند و نمی‌خواستند دوباره خشم پاپ را برانگیزند. سپاه تا همین‌جا نیز خیلی تأخیر کرده بود و اکثر آن‌ها از انتظار بیش از این خسته شده بودند.
بونیفاس مونفروا، بالدوین فلاندرز، لوییز بلوایی و هوگ سن پل، بدون حمایت سربازان عادی ارتش، قراردادی امضا کردند که طبق آن صلیبیون متعهد می‌شدند که آنجلیوس را در تلاش برای سلطنت بیزانس یاری کنند. این تصمیم‌گیری با مخالفت شدیدی روبه‌رو شد. صدها نفر با خشم از ارتش خارج شدند و راه خود را به سوی سرزمین مقدس در پیش گرفتند. صدها نفر دیگر به کلی از مبارزه دست شستند و به سرزمین خود بازگشتند و آن‌هایی که باقی مانده بودند، به هیچ وجه با یکدیگر متحد، یکپارچه و هماهنگ نبودند. اگرچه سربازان عادی سرانجام به تغییر مسیر به سوی قسطنطنیه رضایت دادند، اما اصرار داشتند که فقط مدت کوتاهی در آنجا بمانند و بعد با سرعت تمام به سوی شرق مدیترانه حرکت کنند.

## حمله به قسطنطنیه

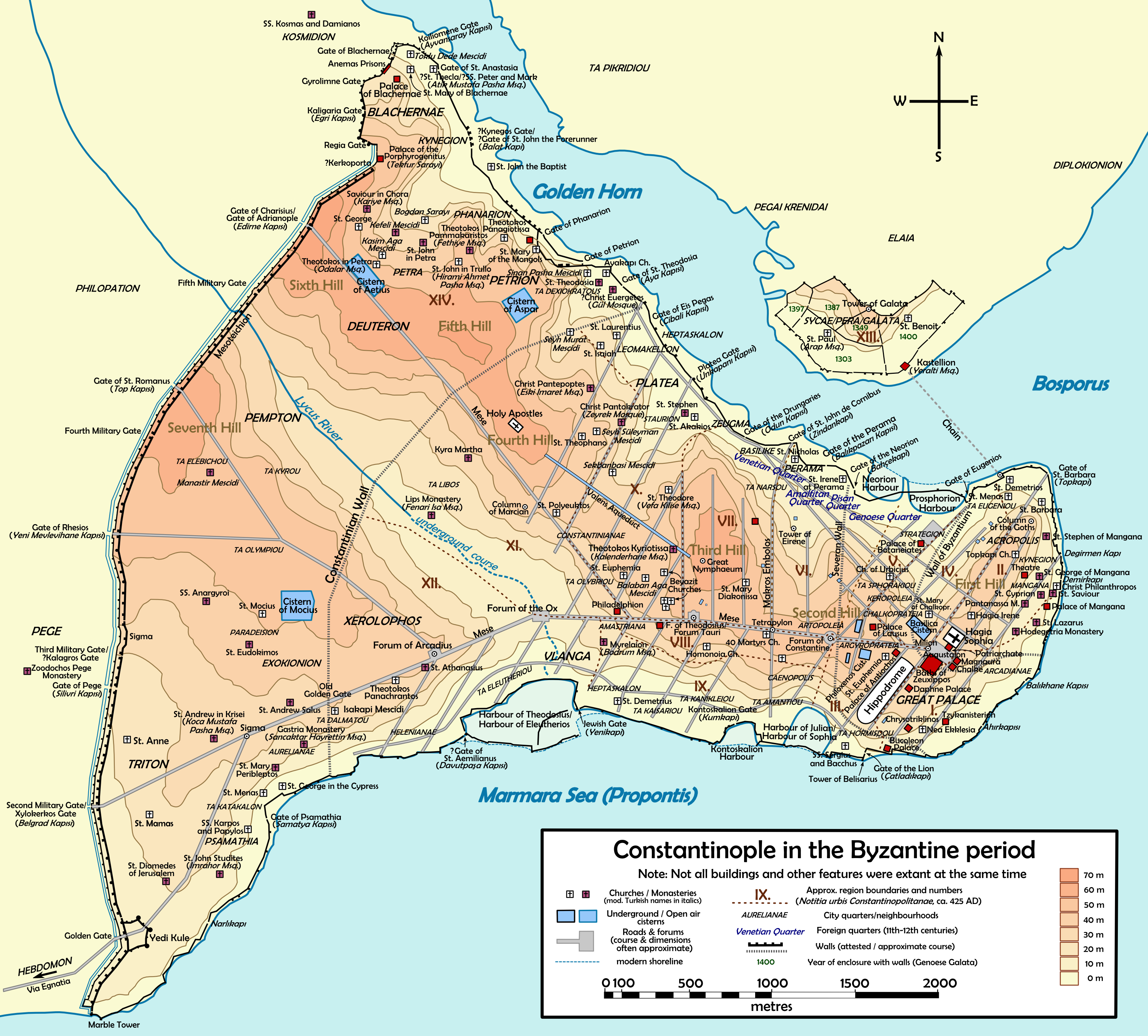
نقشه قسطنطنیه در دوران امپراتوری بیزانس

### اولین حمله به قسطنطنیه و بر تخت‌نشینی آلکسیوس آنجلیوس
۲۰ آوریل ۱۲۰۳، صلیبیون به سمت جزیره کورفو حرکت کردند و در آنجا منتظر رسیدن آلکسیوس آنجلیوس شدند. ابتدا روابط با یونانی‌های جزیره خوب بود، اما وقتی اهالی جزیره از نیت صلیبیون آگاه شدند، روابط تغییر کرد. به محض آن که مدعیان سلطنت به کورفو رسیدند، بیزانسی‌ها حمله به کشتی‌های ونیزی را آغاز کردند. صلیبیون در پاسخ جزیره را ویران کردند.
پاپ اینوست سوم که قبلاً با آلکسیوس دیدار و به درخواست وی جواب رد داده بود، به بونیفاس طی نامه‌ای اعلام کرد که ارتش صلیبی نباید خود را درگیر نقشه‌های آلکسیوس کند. اما وقتی پاپ مطلع شد که ارتش صلیبی از فرمانش سرپیچی کرده‌اند، خشمگین شد و نامهٔ شدیداللحنی برای صلیبیون نوشت و آن‌ها از سفر به بیزانس منع کرد.

مبادا در میان شما به بهانه آن که یونانی‌ها از مقام پاپ اطاعت نکردند، یا اینکه امپراتور قسطنطنیه برادرش را عزل و نابینا کرده و امپراتوری را غصب نموده‌است، عجولانه تصمیم بگیرد که می‌تواند سرزمین آن‌ها را تصرف یا غارت کند

Madden، The Fourth Crusade، ۱۰۲.
اما بدون توجه به نامهٔ پاپ، ناوگان صلیبی بدون مقاومت در دریای مرمره و اژه به پیش می‌راند. ۲۳ ژوئن وارد تنگهٔ بسفر شد و در آنجا بود که برای اولین بار عظمت قسطنطنیه و حصارهای عظیم آن را مشاهده کردند، که خارج از تصور صلیبیون بود. صلیبیون که ضروری نمی‌دیدند بلافاصله به شهر حمله ببرند، در تنگه اردو زدند و منتظر شورش مردمی مورد انتظارشان نشستند، تا به این ترتیب پادشاه غاصب را سرنگون کنند؛ اما چنین نشد بنابراین منتظر فرصت مناسب شدند. آن‌ها قبل از حمله به شهر، با سلیمان دوم، سلطان سلاجقه روم، توافق صلحی پس ۳ جنگ صلیبی قبل کردند که قرار بر آن شد که پس از پایان یافتن نبرد در قسطنطنیه، سلجوقیان اجازه عبور نیروهای صلیبی را از مرزهای خود به سمت اورشلیم دهند و علاوه بر آن سلاجقه متعهد شدند در جنگ علیه قسطنطنیه به نفع بیزانس دخالت نکند. پس از ۱ هفته انتظار، اتفاقی در شهر نیفتاد؛ بنابراین انریکو داندلو و بونیفاس مونفروا، همراه با کشتی نزدیک شهر شدند. وقتی به دیوارهای شهر رسیدند، آلکسیوس جوان را نشان دادند و با صدای بلند، حسن‌نیت خود را اعلام کردند. اهالی شهر بر فراز دیوار شهر، با هو کشیدن، فریاد و اهانت‌های زشت و پرتاب سنگ به آن‌ها پاسخ دادند. این‌چنین تصورات صلیبیون نسبت به راحتی تسلط بر قسطنطنیه از بین رفت و بار دیگر صلیبیون را در تنگنا قرار داد؛ زیرا قرارداد حمل و نقل صلیبیون به پایان رسیده بود و صلیبیون هنوز نتوانسته بودند بدهی خود را پرداخت کنند.
۵ ژوئن کشتی‌های صلیبی از تنگه گذشتند و شوالیه‌ها به حومهٔ گالاتا حمله کردند. هرچند سربازان بیزانس بیشتر بود، اما کارایی نیروهای صلیبی را نداشتند، لذا گالاتا بی‌درنگ سقوط کرد. کشتی‌های ونیزی بندر را اشغال کردند. چند روز بعد، در ۱۸ ژوئیه، صلیبیون حملاتی دوجانبه به سمت شمال غربی شهر را آغاز کردند. شوالیه‌ها حملهٔ خود را بر بخش کوچکی از دیوارهای سمت خشکی متمرکز کردند و ونیزی‌ها دیوارهای سمت دریا را هدف قرار دادند. با وجود این حملات، نیروهای صلیبی مجبور به عقب‌نشینی شدند، اما ونیزی‌ها توانسند تا قسمت‌هایی از دیوار پیشرفت کنند؛ اما با آتش گرفتن ساختمان‌های مجاور، همانند نیروهای صلیبی، عقب نشستند. آلکسیوس سوم، امپراتور بیزانس، که از لحاظ سیاسی شکست خورده بود و خشم مردم را با وجود برتری تعدادی نیروهایش برانگیخته بود، هنگام شب از شهر گریخت تا دوباره ایزاک دوم به حکومت برسد. ایزاک در بدو در اختیار گرفتن حکومت، فرستاده‌هایی به نزد صلیبیون فرستاد تا خبر حوادث پیش آمده به سمع نظر صلیبیون برسانند. صلیبیون از اینکه دوباره ایزاک به حکومت برسد و مطالبات آن‌ها را تأیید نکند، نگران بودند بنابراین نمایندگان خود را همراه با قراردادی که آلکسیوس آنجلیوس امضا کرده بودند، به دربار فرستادند و از ایزاک خواستند آن‌ها را تأیید کند. ایزاک با وجود عدم میل باطنی، آن را پذیرفت و پس از چند روز آلکسیوس آنجلیوس وارد شهر شد و در ۱ اوت ۱۲۰۳ به عنوان آلکسیوس چهارم تاجگذاری کرد و همزمان با پدرش ایزاک، امپراتور شد.

### سلطنت کوتاه آلکسیوس چهارم

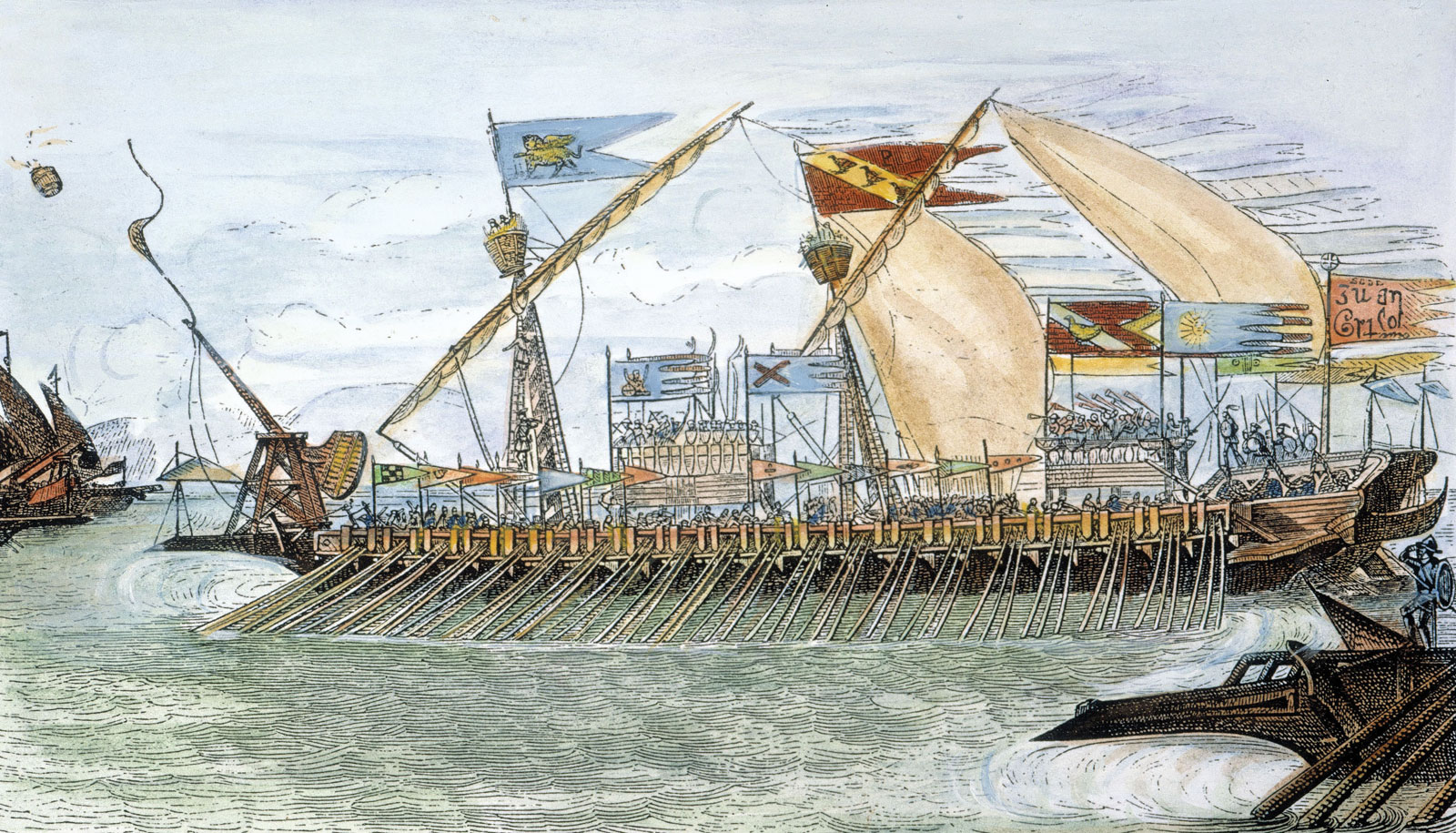
حمله نیروهای صلیبی به قسطنطنیه در سال ۱۲۰۳

با شروع حکومت آلکسیوس چهارم برای اولین بار دروازه‌های شهر به روی ارتش صلیبی باز شد. آلکسیوس نیمی از آنچه وعده کرده بود را پرداخت و قرار شد بقیه را نیز به صورت اقساطی پرداخت کند. وی به مابقی وعده‌های خود عمل کرد و طی نامهٔ به پاپ اینوست، اطلاعات و فرمانبرداری خود را از کلیسای کاتولیک اعلام کرد و همچنین طی نامهٔ دیگر، به سلطان مصر، العادل، یادآور شد که به همراه صلیبیون، قصد دارد سرزمین‌هایی را که قبلاً تحت سیطره مسیحیان بودند، بازپس ستاند. اما به تدریج، آلکسیوس در پرداخت مابقی بدهی خود عاجز ماند؛ بنابراین دست به مصادرهٔ اموال عمویش، الکسیوس سوم، بیرون آوردن جواهرات داخل مقابر امپراتوران قبلی و غصب جواهرات و ظروف ارزشمند کلیسا روی آورد؛ اما این اقدامات وی سبب شد، تا با واکنش شدید مردم روبه‌رو شود. آلکسیوس که نمی‌خواست هم شورشی مردمی علیه وی صورت بگیرد و هم اعتماد صلیبیون را از دست بدهد، طی پیشنهادی به رهبران صلیبی، از آن‌ها تقاضا کرد که زمستان را در شهر بمانند تا در فصل کشتیرانی، بدهی خود را پرداخت کند. با وجود مخالفت‌های اولیه، صلیبیون سرانجام تقاضای امپراتور بیزانس را پذیرفتند.
اما به مرور زمان، با توجه به سخنان مشاوران آلکسیوس، وی تصمیم گرفت که بیش از این مقدار به صلیبیون پرداخت نکند؛ بنابراین در اوت ۱۲۰۳، ارتباطات خود را قطع کرد و پرداخت اقساط را هم ادامه نداد. اما صلیبیون پس از این اتفاقات به صورت متفرق اقدام به غارت بناها از جمله کلیساها می‌زدند که در یکی از غارت‌ها، آتش‌سوزی بزرگی اتفاق افتاد که خسارات فراوانی به شهر وارد کرد. در نوامبر ۱۲۰۳، رهبران صلیبی دریافته بودند که نمی‌توانند طلب و پول خود را بگیرند؛ بدین سبب نمایندگانی به دربار قسطنطنیه فرستادند، تا خدمت بزرگ و وعده‌های قطعی آلکسیوس را یادآور شوند. نمایندگان از امپراتور خواستند که به قول خود عمل کند و در غیر این صورت، تمام توان خود را صرف گرفتن طلب خود خواهند کرد، که با پاسخ منفی امپراتور جوان روبه‌رو شدند. آلکسیوس که در بیرون راندن صلیبیون نیز عاجز بود، با اعتراض مردم روبه‌رو شد که خواهان امپراتور جدیدی برای حل مشکلات شدند. آن‌ها ابتدا نیکلا کنیباس و در ادامه دوکاس مورتسوفلوس را انتخاب کردند. مورتسوفلوس توانست قبل از صلیبیون، طی کودتایی امپراتور جوان را زندانی و خود به عنوان امپراتور جدید با عنوان آلکسیوس پنجم تاج‌گذاری کرد.

## جنگ
مورتسوفلوس پس از کودتا، در ۵ فوریه ۱۲۰۴، به عنوان آلکسیوس پنجم، تاجگذاری کرد. وی در ابتدای کار، برای خلاصی از صلیبیون، حمله‌ای علیه آن‌ها ترتیب داد اما با وجود برتری اولیه، سرانجام شکست خورد و تن به مذاکره با انریکو داندلو داد. این دو پس از چند روز همدیگر را ملاقات کردند، تا راه‌حل مسالمت‌آمیزی برای مشکل موجود پیدا کند. انریکو، آلکسیوس پنجم را مطلع ساخت که صلیبیون هرگز وی را به رسمیت نمی‌شناسند و از وی خواست تا آلکسیوس چهارم را آزاد کند، تا وی بتواند به قول خود عمل کند و بدهی‌اش را بپردازد، که مورتسوفلوس با درخواست وی مخالفت کرد و برای از بین رفتن بهانهٔ صلیبیون، فردای آن روز، دستور داد تا آلکسیوس را اعدام کنند.
با مرگ آلکسیوس، بهانهٔ آن‌ها برای باقی ماندن در قسطنطنیه از بین رفت. ماه مارس سربازان عادی تقاضای گذر به سرزمین مقدس را می‌کردند و رهبران صلیبی براساس سوگند یاده شده موظف بودند امکانات حمل‌ونقل آن‌ها را فراهم کنند، اما نمی‌توانستند. رهبران صلیبی برای کرایهٔ کشتی از ونیزی‌ها که قرارداد آن را آلکسیوس چهارم امضاء کرده بود و وجه آن را نپرداخته بودند، پولی نداشتند. آذوقه آن‌ها نیز اندک بود، چرا که آن‌ها حومهٔ شهر را تا مایل‌ها غارت کرده بودند؛ بنابراین بونیفاس مونفروا دوست نداشت قسطنطنیه را بدون هیچ دستاوردی رها کند و آن را به مورتسوفلوس بسپارد؛ بنابراین بونیفاس با کمک اسقفان و راهبان همراه با ارتش، اعلام کردند که مورتسوفلوس قاتل است و شایستگی لازم برای اداره حکومت ندارد و همچنین مردم بیزانس با پذیرش او، در واقع با او، همدست شده بودند. علاوه بر آن، کلیسای یونان از فرمان‌های کلیسای رم سرپیچی کرده بود. بدین ترتیب بهانه لازم برای جنگ علیه قسطنطنیه فراهم آمد.
صلیبیون با ناوگان خود، آماده حرکت به سمت اسکله قسطنطنیه شدند. صلیبیون با در نظر گرفتن ضعف قسمت شاخ طلایی، حملات خود را در هشتم آوریل از این قسمت آغاز کردند. اما باد شدید سبب شد تا کشتی‌های صلیبیون نتواند در نزدیک دیوار بماند و صلیبیون با تحمل تلفات زیاد، عقب‌نشینی کردند. با اولین عقب‌نشینی، روحیه صلیبیون بیش از پیش پایین آمد و حتی آن‌ها اعلام کردند، که دیگر حاضر به ماندن در بیزانس نیستند؛ اما با سخنرانی بونیفاس و داندلو، ارتش متقاعد شد تا بار دیگر براساس نقشه داندلو، کشتی‌ها به صورت دوتایی به هم بسته شوند، تا فشار بیشتری وارد کنند و حملهٔ دیگری به قسطنطنیه بکنند.
در ۱۱ آوریل، سربازان به مراسم عشای ربانی فراخوانده شدند و طی آن روحانیون با خطابه‌های آتشین سعی بر تهییج نیروهای صلیبی داشتند و اعلام کردند که بیزانسی‌ها کافرانی بیش نیستند؛ بنابراین در ۱۲ آوریل ۱۲۰۴، نیروهای صلیبی بار دیگر به قسطنطنیه حمله بردند. تقریباً در سراسر روز نبرد ادامه یافت، اما چیزی عاید صلیبیون نشد. با اینکه صلیبیون توانسته بودند چند قلعه را بر فراز دیوارها تسخیر کنند، اما چنان در محاصره بیزانسی‌ها بودند که قادر به پیشروی نبودند. اما گروه کوچکی از صلیبیون توانستند از پشت نیروهای بیزانس وارد شهر شوند و پس از حمله‌ای غافلگیرانه از پشت، نیروهای بیزانسی را فراری دادند تا جبهه پشت مدافعان شهر خالی شود. این‌چنین ارتش بیزانس به مرور به هزیمت رفت. با فرار ارتش اصلی، مورتسوفلوس فقط می‌توانست به به گارد وارانژیان تکیه کند، اما این کافی نبود. مردم نیز دیگر به وی برای مقابله با صلیبیون کمک نمی‌کردند و درصدد تسلیم شهر به بونیفاس بودند. مورتسوفلوس که دیگر به تنهایی قادر به دفاع از شهر نبود، گریخت تا صلیبیون کنترل شهر را در دست بگیرند.

## تاراج قسطنطنیه و پایان نبرد
کسانی که قرار بود به مسیح خدمت کنند نه به خود، کسانی که باید علیه کافران شمشیر می‌زدند، شمشیر خود را به خون مسیحیان شسته‌اند. آن‌ها نه ملاحظهٔ دین مردم را کرده‌اند، نه جنس و نه سن‌شان. راهبه‌ها و زنان سالخورده را در معرض پلیدی‌ها سربازان خود قرار داده‌اند و در ملأ عام مرتکب فسق و زنا شده‌اند.

Madden، The Fourth Crusade، ۱۹۸.
بامداد ۱۳ آوریل، بونیفاس هیئتی از افراد بلند مرتبه و روحانیون را به حضور پذیرفت، که شهر را به وی تقدیم کردند. پس از کنترل شهر، صلیبیون به غارت شهر پرداختند، که این غارت ۳ روز طول کشید و سبب شد تا تمام اشیای باستانی یونانی-رومی دزدیده شود یا از بین برود و فقط تعداد معدودی از آن‌ها شامل چهار اسب برنزی و قسمتی از جسد جان باپتیست که در کلیسای سنت مارکو قرار داشت، به دستور انریکو داندلو، به ونیز فرستاده شد. مابقی اشیای باقی مانده برنزی همچون مجسمه‌ها، تندیس و ظروف که میراث هنر یونانی-رومی بودند، ث طی امپراتوری لاتین، ذوب شدند تا برای ضرب مسکوکات جدید بکار روند. بسیاری از شهروندان بیزانسی کشته و تمامی اموال آن‌ها دزدیده شد. صلیبیون در عبادتگاه‌ها به محراب‌ها حمله‌ور شدند، اشیاء مقدس را ربوده و تمامی تمثال‌های از جنس نقره و سنگ‌های قیمتی را از بین بردند و نان و شراب تبرک‌شده و خون ارزشمند را آلوده کردند.
طبق منابع، صلیبیون از غارت شهر، ۹۰۰ هزار مارک نقره به‌دست آوردند، که آن را بین خود تقسیم کردند. ونیزی‌ها ۱۵۰ هزار مارک و صلیبیون ۵۰ هزار مارک به‌دست آوردند و مابقی مبلغ بین نیروهای عادی صلیبی و شوالیه‌ها تقسیم شد.
علاوه بر تاراج و غارت شهر، نیروهای فاتح شهوت جنسی خود را با زنان تسلیم شده قسطنطنیه ارضا کردند. به وطری زنان در معابر عمومی همچون خیابان و میدان‌ها و حتی در کلیساها مورد تجاوز قرار گرفتند. به زنان به پیر و سالخورد نیز هتک حرمت شد و آن‌ها را معابر لخت‌کردند؛ و مردانی که برای محافظت از زنان مقاومت می‌کردند، به بی‌رحمی کشته می‌شدند و مابقی مردان نیز به دلایل نامعلومی به قتل رسیدند.
تاراج قسطنطنیه به عنوان یکی از پر سودترین تاراج‌های تاریخ ذکر شده‌است. اگرچه غارت کردن شهری که در مقابل فاتحان ایستادگی می‌کرد، از لحاظ اصول اخلاقی قرون وسطا قابل قبول بود، اما روشن است صلیبیون چیزی بیش از غارت و تاراج انجام دادند. آن‌ها برخلاف سوگند خود و تهدید تکفیر کلیسا، بی‌شرمانه و حساب شده پرستشگاه‌های مسیحی بیزانس را مورد تجاور قرار دادند و هرچه که به دستانشان می‌رسید را نابود می‌کردند. وقتی پاپ اینوست سوم از رفتار صلیبیون مطلع شد، دچار شرم و خجالت شد و قویاً آن‌ها را سرزنش کرد.

### منابع اولیه

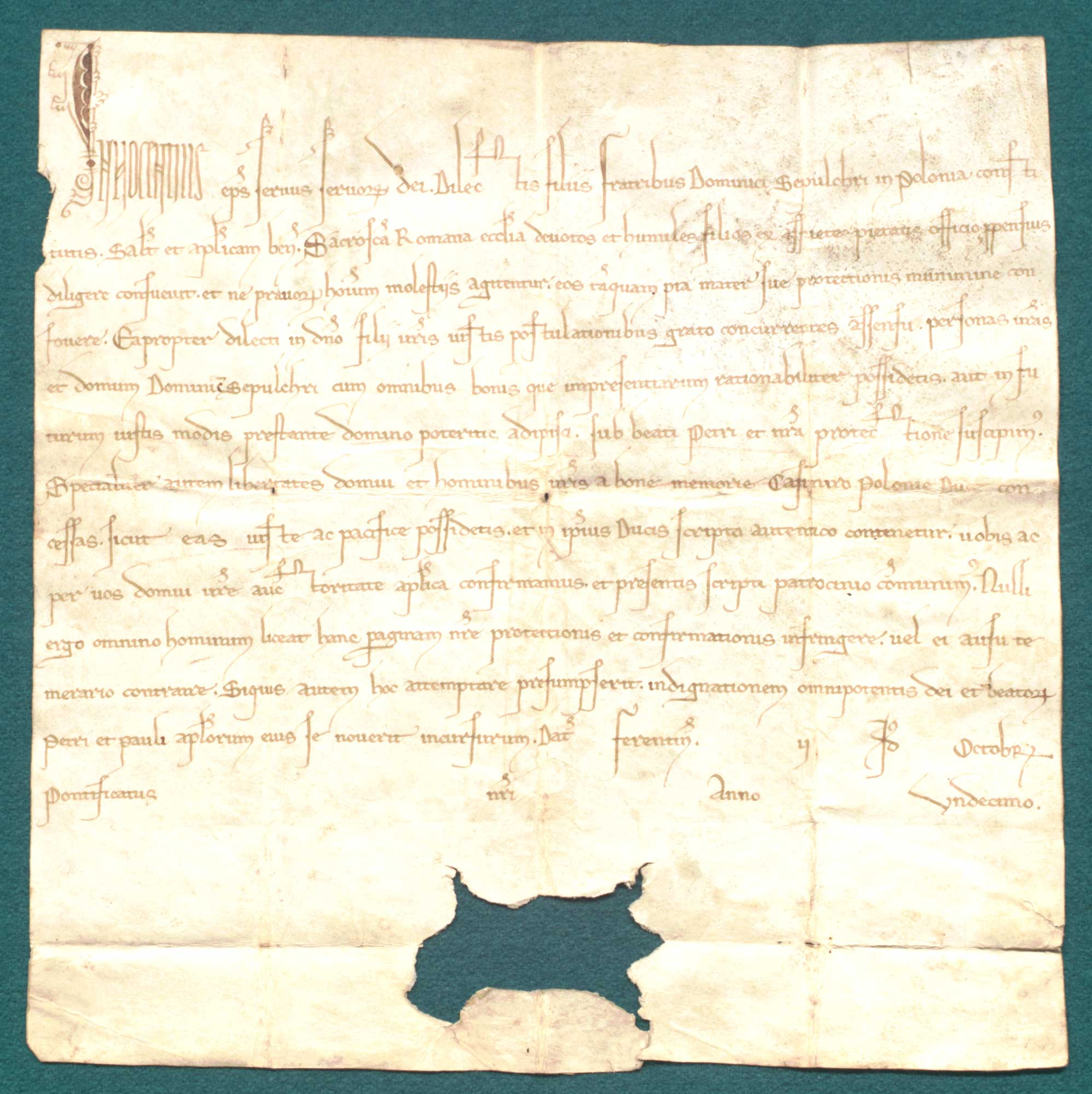
سندی به زبان لاتین مرتبط با پاپ اینوسنت سوم

## منبع‌شناسی